# سالم عبلو
سالم عبلو (انگلیسی: Salem Ablo؛ زادهٔ ۲۰ آوریل ۱۹۹۱) بازیکن فوتبال اهل لیبی است.
وی همچنین در تیم ملی فوتبال لیبی بازی کرده‌است.